# Fabrice Neaud
Fabrice Neaud, né le 17 décembre 1968 à La Rochelle, est un artiste français. Il est notamment connu comme auteur de bande dessinée, en particulier pour son Journal publié entre 1996 et 2002.

## Biographie
Après un Baccalauréat littéraire option Arts plastiques et un DEUG de philosophie, il suit ses études aux Beaux-Arts jusqu’en 1991.

### Journal(1996-2002)
Fabrice Neaud nourrit un projet de bande dessinée autobiographique qui donne lieu à la publication de Journal (1) en 1996 par l’éditeur Ego comme X, dont il est l’un des membres cofondateurs. Cet ouvrage obtient le prix Alph’Art « Coup de cœur » au Festival international de la bande dessinée d'Angoulême en 1997. Son projet autobiographique connaît ensuite une périodicité de parution d'environ deux ans (dernière livraison en 2002). Des récits inédits sont également parus dans le collectif éponyme de la maison d’édition Ego comme X ainsi que dans la revue Bananas. Le Journal totalise quatre volumes portant chacun sur une période : Tome 1 : février 1992 - septembre 1993 (1996) ; Tome 2 : septembre 1993 - décembre 1993 (1998) ; Tome 3 : décembre 1993 - août 1995 (1999) ; Tome 4 : Les riches heures (2002). Une édition intégrale est parue en 2011.
En 2022, les éditions Delcourt ont réédité le journal en 3 tomes, le tome 1 fusionnant les tomes 1 et 2  des années 90.
Le Journal raconte la vie du narrateur, artiste homosexuel au chômage habitant une « ville moyenne de province », « qui sort la nuit dans les parcs pour faire des rencontres [et] qui tombe amoureux ». Neaud utilise un style « sans fausse pudeur, sans faux-semblants, sans tabous » pour décrire de manière très précise son quotidien au moyen d'un dessin réaliste épuré. L'homosexualité constitue un thème central dans l'œuvre.
En 2008, Actua BD souligne l'importance des travaux de Neaud pour le genre autobiographique dans la bande dessinée francophone. En effet, l'accueil critique a été très favorable, : la série vaut plusieurs prix à son auteur et fait l'objet d'études par des universitaires. Neaud a reçu  le prix du scénariste en 2002 lors du Festival de Saint-Malo (Quai des Bulles). Fabrice Bousteau, rédacteur en chef de Beaux-Arts Magazine, indique dans l'éditorial en janvier 2000 que, par son ampleur et son ambition artistique, le travail de Fabrice Neaud est l’une des démarches les plus singulières de l'histoire de la bande dessinée. Judith Forest se dit profondément influencée par le Journal de Neaud.
Le Journal a été adapté en pièce de théâtre par Compagnie.sh, par le metteur en scène Stefan Hort avec l'acteur Jean-François Michelet en 2015, au Petithéâtre de Sion et au théâtre du Crochetan à Monthey.
En 2023, les éditions Delcourt ont publié le tome 1 de "Le Dernier Sergent", qui prend la suite du journal.

### Autres travaux
En parallèle au Journal, Neaud a participé à plusieurs revues et publications (Bananas, Beaux-Arts Magazine, Le Monde Diplomatique en bande dessinée) ainsi qu'à des expositions de son travail, en France et à l'étranger. Neaud a été artiste associé au Centre dramatique Orléans/Loiret/Centre (« CDN Orléans ») entre juin 2007 et décembre 2016[source insuffisante].
En 2008 paraît Alex et la Vie d'après, bande dessinée de sensibilisation et de prévention sur le VIH, éditée par l'association bruxelloise Ex Æquo en janvier 2008 et distribuée gratuitement. Neaud dessine l'album en bichromie sur un scénario de Thierry Robberecht. Le récit porte sur le personnage d'Alex, « jeune homosexuel qui contracte le virus du HIV après un rapport non protégé », et qui affronte « les contraintes de la maladie, l’angoisse du lendemain, l’incertitude de son avenir, et la difficulté de révéler à ses proches le mal dont il est atteint… ».
En janvier 2012 paraît l'album intitulé Guerre Urbaine, premier tome d'une nouvelle série, Nu Men, dans le genre science-fiction (chez Soleil) ; cette série marque un changement radical à la fois dans le style de Neaud et par son entrée sur ce genre artistique. Le tome 2, Quanticafrique, est paru en 2013. La série, qui met en scène le personnage d'Anton Csymanovski dans un univers post-apocalyptique en 2050, reflète l'intérêt de l'auteur envers les super-héros de comics.
L'auteur a également collaboré comme dessinateur, avec Emmanuel Pierrat (scénario) et Christian Lerolle (couleurs), à l'album n°5 de La petite bédéthèque des savoirs sur Le Droit d'auteur - Un dispositif de protection des œuvres, paru en mai 2016 chez Le Lombard.

## Œuvres

### Bande dessinée

#### Albums
- Journal, Ego comme X puis Editions Delcourt

1. Février 1992 - septembre 1993, 1996  (ISBN 2-910946-06-1).
2. Septembre 1993 - décembre 1993, 1998  (ISBN 2-910946-05-3).
3. Décembre 1993 - août 1995 , 1999  (ISBN 2-910946-15-0).
4. Les Riches Heures, 2002  (ISBN 2-910946-28-2).

1. Février 1992 - décembre 1993, 2022 (Tome 1 + Tome 2) Editions Delcourt
2. Décembre 1993 - août 1995, 2022 (Tome 3) Editions Delcourt
3. Les riches heures, 2022 (Tome 4) Editions Delcourt

- Alex et la vie d'après (dessin), avec Thierry Robberecht (scénario), Ex Æquo, 2008[17]. Ouvrage commerce de sensibilisation au SIDA.

- Trois Christs (dessin avec Denis Bajram), avec Valérie Mangin (scénario), Quadrants, coll. « Astrolabe », 2010  (ISBN 978-2-302-00314-9).

- Nu-men, Quadrants, coll. « Solaires » :

1. Guerre urbaine, 2012  (ISBN 978-2-302-01608-8).
2. Quanticafrique, 2013  (ISBN 978-2-302-03064-0).

- Le Droit d'auteurs : Un dispositif de protection des œuvres (dessin), avec Emmanuel Pierrat (scénario), Le Lombard, coll. « La Petite Bédéthèque des savoirs », 2016  (ISBN 978-2-8036-3637-2).
- Le Dernier Sergent, tome 1 – Les Guerres Immobiles, 2023, Éditions Delcourt  (ISBN 978-2413019381)

- Labyrinthus (dessin), avec Christophe Bec (scénario), Glénat :

1. 1 - Cendres, 2020  (ISBN 978-2-344-01229-1).
2. 2 - La Machine, 2020  (ISBN 978-2-344-02689-2).

- Le Dernier Sergent, Delcourt (maison d'édition) :

1. 1 Les Guerres Immobiles, 2023  (ISBN 978-2-413-01938-1).

#### Participations à des albums collectifs
- Vampires[1], Carabas (2002)
- Neaud/Squarzoni/Mussat, Ego comme X - La Maison des auteurs - (2004) - Album hors-commerce en collaboration avec Xavier Mussat et Philippe Squarzoni. Épuisé
- Sexes - Images, pratiques et pensées contemporaines, Beaux-Arts Magazines éditeur (2004)
- « La Cité des arbres », dans Japon, Casterman (2005)

#### Participations à des revues
- « Sans titre » dans Ego comme X no 1, Ego comme X, 1994.
- « Samedi 2 avril 1994 », dans Ego comme X no 2, Ego comme X, 1995.
- « De petites choses », dans Bananas no 1, Bananas BD, 1995.
- « Mercredi 16 février 1994 », dans Bananas no 2, Bananas BD, 1995.
- « Credo », dans Bananas no 3, Bananas BD, 1995.
- « Du crime (1) », dans Bananas no 4, Bananas BD, 1995.
- « Du crime (2) », dans Ego comme X no 3, Ego comme X, 1995.
- « Petit archivage d'une culture quotidienne – Du 7 mars 96 au 17 juin 96 », dans Ego comme X no 4, Ego comme X, 1996.
- « Première tentative de journal direct », dans Ego comme X no 5, Ego comme X, 1997.
- « Émile – Du printemps 1998 à aujourd'hui (histoire en cours) », dans Ego comme X no 7, Ego comme X, 2000.
- « Comics history X (une brève histoire de la bande dessinée) », dans Beaux Arts magazine, hors-série « Qu'est-ce que la BD ? Aujourd'hui », janvier 2003.
- « Outrages », dans Technikart n° ?, été 2003.
- « Matisse Picasso », dans Bang ! no 1, hiver 2003.
- « J'appelle à un octobre rouge », dans Beaux-Arts Magazine, hors série « 32 bandes dessinées inédites pour 2004 », décembre 2003.
- « Andy Warhol l'œuvre ultime », dans Beaux-Arts Magazine no 249, mars 2005.
- « Le signe (désormais) décore », dans Beaux-Arts Magazine no 250, avril 2005.
- « Bernard Stiegler à l'Ircam », dans Beaux-Arts Magazine no 252, juin 2005.
- « Les Gros Bras », dans Bang ! (nouvelle formule) no 2, juin 2005.
- « Cana gioconda », dans Beaux-Arts Magazine no 253, juillet 2005.
- « Jean Nouvel », dans Beaux-Arts Magazine no 256, octobre 2005.
- « Journal », dans Bananas (nouvelle série) no 1, printemps 2006.
- « La rédaction de cinquième du petit Christian », dans Le Monde Diplomatique en bande dessinée[1], novembre 2010.
- « Taksim », dans Fluide Glacial, 2018.

## Expositions
- Exposition Les Tendances de la Bande Dessinée francophone - Salon de la bande dessinée d’Angoulême 1995
- Exposition pour la sélection des Alph’Art Coup de Cœur - Salon de la BD d’Angoulême 1997
- Exposition itinérante Dix Semblables, commencée au Festival de la bande dessinée de Colomiers en 1998
- Exposition à Comic’Art, Festival de la bande dessinée de Rome - mai 1999
- Exposition au Festival Rétine à Albi 2000
- Exposition au Salão Lisbõa (Festival BD indépendante de Lisbonne) 2000
- Exposition-vente d’originaux à Rablay-sur-Layon, village d’artistes 2001
- Festival du livre de Montréal - novembre 2000
- Exposition Fabrice Neaud à la galerie Art Link 2001
- Exposition « Nouvelle Manga », Tokyo - 2001
- Festival Illico à Kingersheim et Exposition à la librairie Comix Shop à Bâle octobre 2001
- Exposition ego comme X, 10 ans à Paris et Angoulême, 2004
- Exposition Fabrice Neaud - Salon de la bande dessinée d’Angoulême 2010
- Men and places (2) de Fabrice Neaud dans la galerie du Théâtre du Crochetan à Monthey[4]
- Exposition « Bande dessinée, 1964 - 2024 », Centre national d'art et de culture Georges-Pompidou, mai à novembre 2024
- Exposition Fabrice Neaud à la Galerie de la Scam, février à mai 2025

## Prix
- 1997 : Alph-Art coup de cœur au festival d'Angoulême pour Journal t. 1[1]
- 2002 : Prix du scénariste au Festival de Saint-Malo (Quai des Bulles)[7]
- 2024 : Prix du Récit Dessiné 2024, décerné par la Scam[réf. nécessaire]